# Pfullinger Frauenaufstand
Der Pfullinger Frauenaufstand am 20., 21. und 22. April 1945 war eine Widerstandsaktion gegen den Nationalsozialismus und markierte das Ende des Zweiten Weltkrieges in der süddeutschen Stadt Pfullingen. Als am 20. April 1945 die französische 1. Armee Reutlingen besetzte, begannen in der südlich gelegenen Nachbarstadt Pfullingen einige Bewohnerinnen, sämtliche Panzersperren zu beseitigen, um den französischen Streitkräften den Einmarsch in die Stadt zerstörungsfrei zu ermöglichen. Als der Kampfkommandant Julius Kieß dies zu verhindern versuchte, zog ein Protestmarsch wütender Frauen an das Pfullinger Rathaus. Kieß wurde von den Frauen überwältigt und floh. Am 22. April 1945 übergaben die Pfullingerinnen die Stadt nahezu kampflos an die Franzosen, sodass die Zerstörung der Stadt verhindert wurde. Nach Auffassung einiger Historiker spielte dabei Sophie Schlegel eine besondere Rolle, die in einem weißen Kleid (vgl. Parlamentärflagge) den Franzosen entgegenging.

## Ausgangslage

### Kriegsende

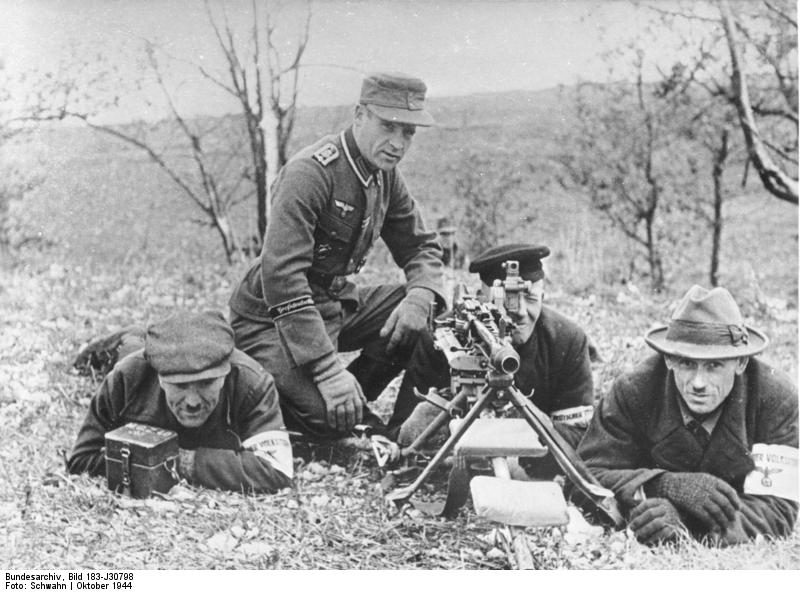
Ausbildung von Volkssturmmännern in Ostpreußen im Oktober 1944.

Angesichts der drohenden Niederlage im Zweiten Weltkrieg wurden die Maßnahmen des NS-Regimes ab 1944 immer extremer und unerbittlicher. So mussten im Volkssturm nun auch Jugendliche und Alte Kriegsdienst leisten, um, so der Befehl Adolf Hitlers vom 25. September 1944, „den Heimatboden mit allen Waffen und Mitteln [zu] verteidigen, soweit sie dafür geeignet erscheinen“. Mit der Schaffung der Organisation Werwolf wurde – auch im Raum Reutlingen – versucht, eine partisanische Untergrundbewegung ins Leben zu rufen, die auch nach der Besetzung Deutschlands den Kampf gegen die Besatzer fortführen sollte.
In dieser Zeit kam es zu unzähligen Endphaseverbrechen, bei denen sowohl (deutsche) Soldaten und Amtsträger als auch Zivilpersonen als Verräter hingerichtet wurden. Auf die bloße Anwesenheit in einem Gebäude, aus dem eine weiße Flagge gezeigt wurde, stand – jedenfalls für Männer – die Todesstrafe (der sogenannte Flaggenbefehl Heinrich Himmlers).

### Vorgeschichte in Pfullingen
Die Stadt Pfullingen mit ihren damals rund 9000 Einwohnern war den ganzen Kriegsverlauf hindurch von größeren Schäden verschont geblieben. Verantwortlich für die Verteidigung der Stadt war im Frühjahr 1945 Kampfkommandant und Volkssturmführer Christian Schurr, ein Major der Reserve und ehemaliger SA-Sturmführer. Schurr war im Zivilberuf Lehrer in Pfullingen und galt als überzeugter Nationalsozialist. Seit März wurden unter seiner Führung durch den Volkssturm und ein Pionierbataillon der Wehrmacht Panzersperren in Pfullingen errichtet, um den Vormarsch der aus Westen vorrückenden Franzosen nach Süden auf die Schwäbische Alb zu verhindern. Am südwestlichen Ortsausgang an der Gabelung von Stuhlsteige (Albaufstieg) und Gönninger Straße (Richtung Gönningen und Reutlingen) wurden Randsteine aufgeschichtet. Am nördlichen Ortsausgang Richtung Reutlingen in der Hindenburgstraße (heute Marktstraße) auf Höhe der Villa Landenberger wurde ein Güterwagen aufgebockt. Am östlichen Ortsausgang am Bahnübergang im Elisenweg wurden Baumstämme ineinander verkeilt.
Am 8. April 1945 fragte Schurr seine Männer: „Ist jemand von Ihnen, insbesondere unter den alten Soldaten, der Meinung, dass man Pfullingen mit einigen alten Franzosengewehren und etlichen Panzerfäusten verteidigen kann?“ Die Antwort soll ein klares Nein gewesen sein. Das etwa 600 Mann starke Pfullinger Volkssturm-Bataillon war mit nur wenigen Gewehren und Panzerfäusten ausgestattet und nur sehr oberflächlich ausgebildet. Dennoch rief Schurr Mitte April den „Kampf bis zum Letzten“ aus. Am Mittwoch, dem 18. April erkannte Schurr die Aussichtslosigkeit der Lage und meldete sich krank. Noch am selben Tag übernahm Hauptmann Julius Kieß, der  gerade erst aus dem Tübinger Reservehospital entlassen worden und im Zivilberuf Leiter der örtlichen Sparkasse war, den freigewordenen Posten.

## Ablauf

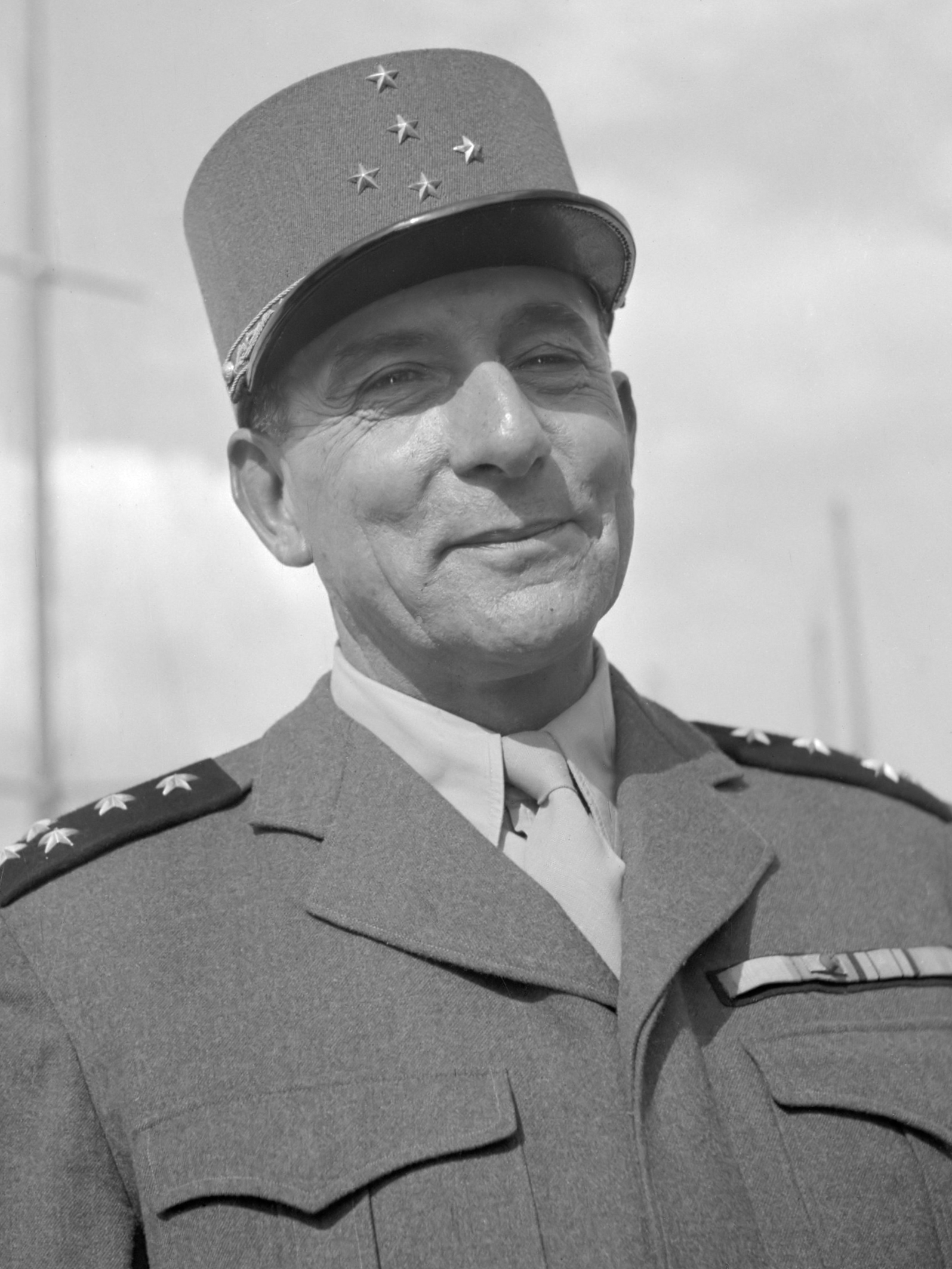
General de Lattre, Oberkommandierender der französischen 1. Armee.

Am Morgen des 19. April, einem Donnerstag, wurde das etwa 14 Kilometer nordwestlich gelegene Tübingen durch die französische 1. Armee besetzt. Am selben Tag begannen die Franzosen mit der Eroberung von Pfullingens nördlich gelegener Nachbarstadt Reutlingen, was sich bis zum Samstag, den 21. April zog. 

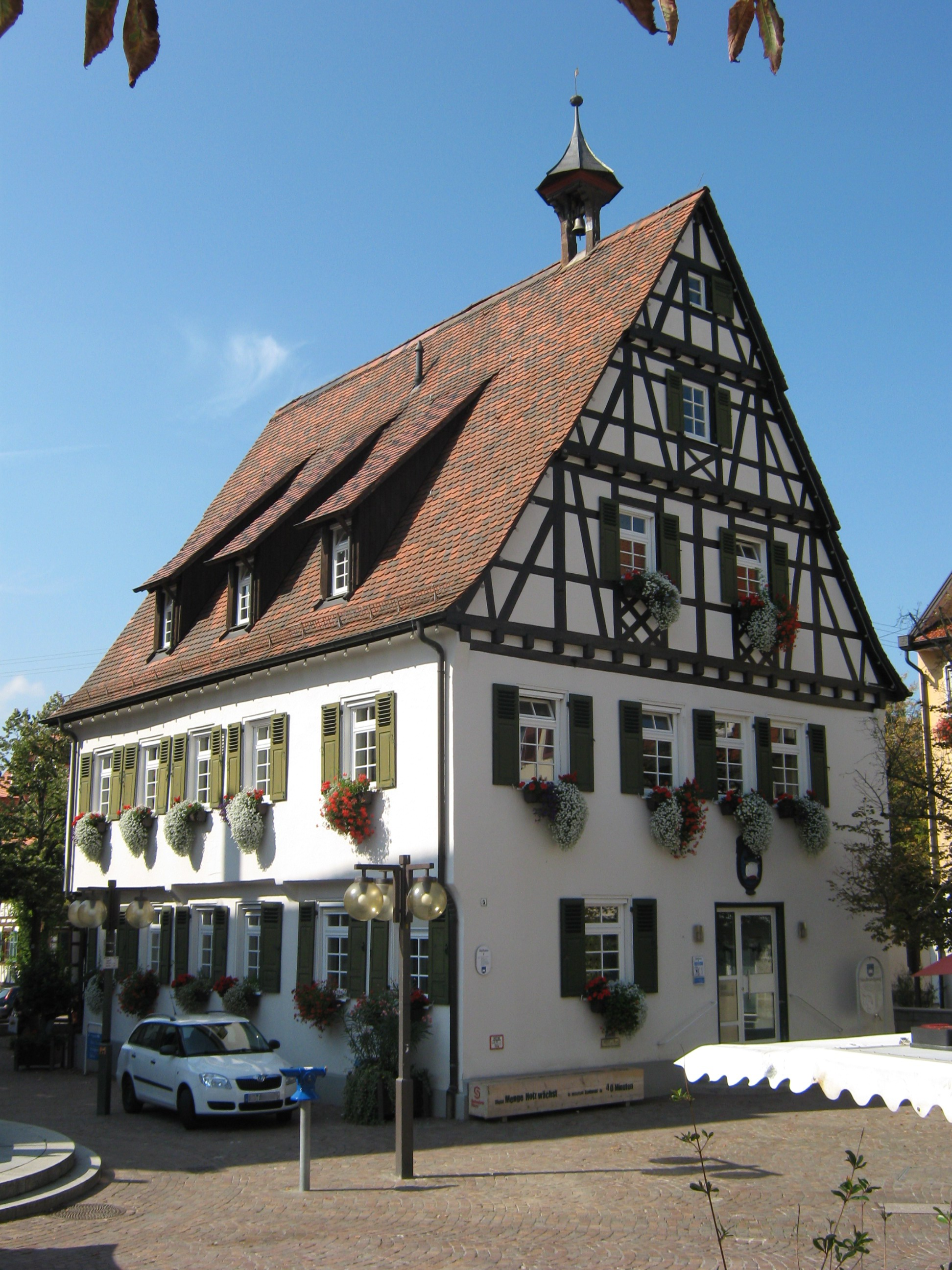
Das Pfullinger Rathaus I in seinem heutigen Zustand. Bei einer Munitionsexplosion im Mai 1945 büßte es fast die Hälfte seiner Länge ein. Die im Bild linke Seite war bis dahin die Frontseite des Gebäudes.

Am Freitag, dem 20. April, ließ der Pfullinger Kampfkommandant Kieß die Panzersperren schließen und absichern und organisierte die Verteidigung der Stadt, was sich in der Stadtbevölkerung schnell herumsprach. Die Pfullinger wussten um die Zerstörungskraft des Feindes und wollten ihre Stadt nicht dem feindlichen Beschuss aussetzen. Bürgermeister Johannes Broß riet jedoch davon ab, die Sperren auf eigene Faust zu beseitigen – das Risiko, dafür hingerichtet zu werden, sei zu hoch. Allenfalls Frauen könnten es wagen. So begannen einige Pfullingerinnen gegen Mittag damit, die Panzersperre in der Gönningerstraße zu beseitigen. Die zur Bewachung der Sperren aufgestellten Volkssturmmänner verhinderten dies nicht.
Als Kieß die Nachricht vom „Sabotageakt“ erreichte, begab er sich unverzüglich zu den Panzersperren und versuchte mit Bitten und Drohungen, die Frauen von ihrem Einsatz abzubringen. Kieß war der Entschlossenheit der Frauen jedoch nicht gewachsen, sodass er sich zurück ins Rathaus begab. Von dort aus forderte er bei Hauptmann Öchsle in Reutlingen Verstärkung an. Da jedoch in Reutlingen der Einmarsch der Franzosen unmittelbar bevorstand, wurden lediglich einige Hitlerjungen unter dem Befehl eines verwundeten Wehrmachts-Feldwebels nach Pfullingen entsandt. Als sich die Frauen auch von diesen nicht von ihrem Vorhaben abbringen ließen, versetzte einer der Jungen Luise Walker, einer der Wortführerinnen des Aufstandes, einen Stoß mit dem Gewehrkolben.
Daraufhin zogen die Pfullingerinnen in einem Protestzug, dem sich immer mehr Frauen anschlossen, zum Rathaus und forderten Kieß lautstark auf, herauszukommen. Selbst auf die Drohung einiger SA-Leute hin, sie würden auf die Beteiligten schießen, ließen die Demonstrantinnen nicht locker. Wie viele Frauen sich auf dem Marktplatz befanden, ist nicht eindeutig überliefert – verschiedene Berichte sprechen von 20, 50 bis 60, 800 oder über 1000. Mohl beschreibt ferner, dass sich unter die Frauen derweil eine Gruppe von bewaffneten Verschwörern rund um den Regimegegner Wilhelm Etter mischte. Sie hatten sich bereits einige Monate zuvor im Lazarett in der Mädchenschule (heute Uhlandschule), deren Hausmeister Etter war, zusammengefunden und warteten auf den richtigen Moment, um Kieß zu beseitigen.
Im Rathaus versuchte Bürgermeister Broß, auf eine friedliche Lösung hinzuarbeiten. Auch Polizeichef Oberleutnant Georg Krauß weigerte sich, Gewalt anzuwenden. Schließlich bestellte Kieß eine Mannheimer Feuerwehr-Einheit, die im März weg von der Front nach Pfullingen verlegt worden war, auf den Marktplatz, wo sie per Wasserstrahl die Frauen auseinandertreiben sollte. Dieses Vorhaben wurde jedoch durch eine der Frauen sabotiert, die unbemerkt ein Schlauchteil abschraubte. Als schließlich einige Frauen unter der Führung von Luise Walker in das Rathaus eindringen konnten, stellten sie Kieß zur Rede, der ihnen mit seiner Pistole drohte. Er floh jedoch schließlich. Eine Überlieferung schildert Kieß' Flucht als Sprung aus einem rückwärtigen Fenster; einer anderen Überlieferung nach verließ er das Gebäude durch den Vordereingang. Als sein Verschwinden bekannt wurde, löste sich die Demonstration auf.
Am Freitag oder Samstag – hier sind sich Mohl und Borgstedt uneins – begannen einige Pfullingerinnen erneut, die Panzersperre in der Gönningerstraße zu beseitigen. Auch die Sperre im Elisenweg wurde beseitigt. In der Hindenburgstraße wurde der Güterwagen mit reiner Muskelkraft in Bewegung gesetzt und rollte schließlich durch das leichte Gefälle in Richtung Norden davon.
Am Samstag vereinbarte die 58-jährige Sofie Schlegel mit einem in ihrer Wäscherei beschäftigten französischen Kriegsgefangenen, dass er sich mit zwei weiteren französischen Gefangenen nach Reutlingen zur französischen Kommandantur durchschlagen sollte, um dort von der Rebellion der Pfullinger zu berichten. Sie sollten darum bitten, von der Zerstörung Pfullingens abzusehen, und ausrichten, dass die Pfullingerinnen dafür sorgen würden, dass aus Pfullingen kein Widerstand geleistet würde. Schlegel selbst zog an diesem Tag erneut in einem weißen Kleid an den Stadtrand.
Sofie Schlegel ging am Samstag (und Mohl zufolge auch bereits am Freitagabend) in einem weißen Kleid (vgl. Parlamentärflagge) die Hindenburgstraße hinab, um die Franzosen in Empfang zu nehmen. Die jedoch erreichten Pfullingen an diesem Tag noch nicht.
In der Nacht zum Sonntag verließ ein Großteil des Pfullinger Volkssturms die Stadt in Richtung Süden, nachdem die Männer noch die Eisenbahnbrücke am südöstlichen Ortsausgang gesprengt hatten.
Am Sonntagnachmittag begannen schließlich die französischen Truppen mit dem Vormarsch auf Pfullingen. Kieß befehligte die wenigen verbliebenen Kämpfer und ließ sie an der Panzersperre in der Hindenburgstraße Panzerfäuste auf die Franzosen abfeuern und mit Gewehren auf sie schießen. Daraufhin eröffneten auch die Franzosen das Feuer und belegten Pfullingen für mehrere Stunden mit Artilleriefeuer, das zu zahlreichen Gebäudeschäden, aber zu keinen Todesopfern führte. Auch die Martinskirche und der Schönbergturm, Pfullingens Wahrzeichen, wurden getroffen.
Erneut ging Sofie Schlegel, diesmal begleitet von einem Kriegsgefangenen als Dolmetscher, im weißen Kleid die Hindenburgstraße herunter und den Franzosen entgegen. Parallel dazu marschierten in der Großen Heerstraße Lydia Etter und Frida Hagenloch, die Schwestern des Verschwörers Wilhelm Etter, den Franzosen mit weißen Flaggen entgegen. Als Schlegel auf den ersten Panzer traf, hielt dieser an und es kam zu Verhandlungen, deren Inhalt nicht überliefert ist. Schließlich zog Sofie Schlegel gemeinsam mit den französischen Besatzungstruppen in Pfullingen ein.

## Nachwirkungen

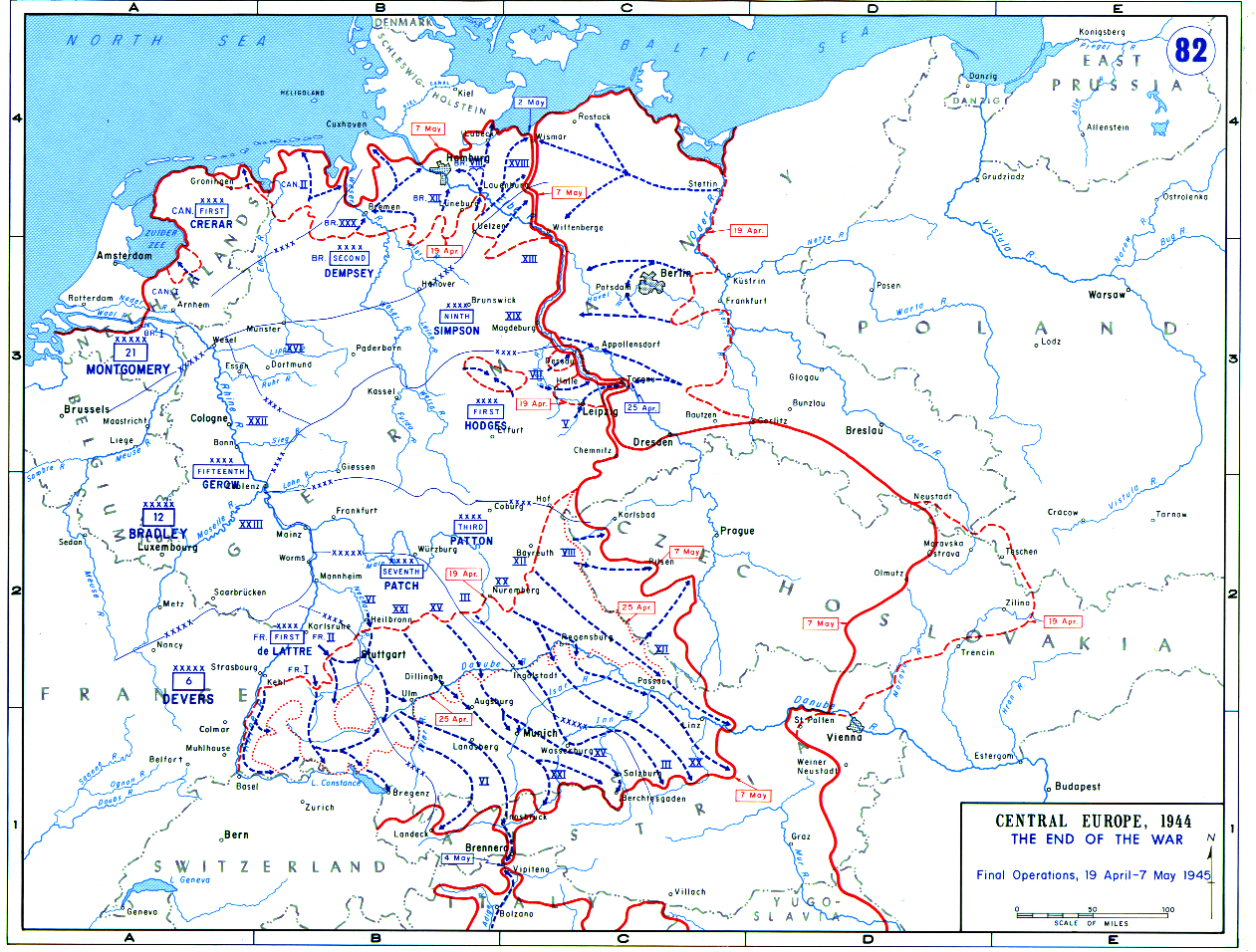
Der weitere Vormarsch der Besatzungsmächte ab dem 19. April 1945

Bereits am Dienstag, dem 24. April wurde Pfullingen durch die französische Militärregierung nach Reutlingen eingemeindet. In Pfullingen stieß diese Maßnahme auf viel Protest. Einige Pfullinger machten die Reutlinger dafür verantwortlich, zu denen schon immer eine gewisse Rivalität bestand. Zum 1. November 1948 wurde die Eingemeindung durch einen Beschluss des Landtages von Südwürttemberg-Hohenzollern rückgängig gemacht.
Christian Schurr wurde in seinem Entnazifizierungsverfahren vor der Spruchkammer des Staatskommissariats für die politische Säuberung Land Württemberg-Hohenzollern in zweiter Instanz als „Mitläufer“ eingestuft, der „die nat.soz. Herrschaft nur unwesentlich unterstützt“ hat. Die in erster Instanz verhangenen Sühnemaßnahmen wurden aufgehoben.
Julius Kieß floh kurz vor dem Einmarsch der Franzosen mit seiner Familie aus Pfullingen. Er geriet auf der Schwäbischen Alb in Kriegsgefangenschaft und begab sich nach seiner Freilassung nach Klingenberg. Da er parallel noch in Pfullingen gemeldet war, war er vor gleich zwei Spruchkammern des Staatskommissariats angeklagt. In beiden Verfahren sagten Pfullinger Bürger gegen ihn aus, darunter auch viele der Aufständischen sowie Bürgermeister Johannes Broß. Kieß wurde von der Reutlinger Spruchkammer zunächst als „Belasteter“, im späteren Revisionsverfahren als „Minderbelasteter“ eingestuft. Ihm wurden die „Nervosität und die Aufregung in den Tagen kurz vor der Kapitulation“ und der Glaube, „seine Pflicht bis zum letzten erfüllen zu müssen“, zugutegehalten. Außerdem hätte man im Gespräch mit ihm andere politische Meinungen vertreten können, „ohne in die Gefahr zu geraten, von ihm angezeigt zu werden“. Letztendlich wurde ihm eine dreijährige Bewährungsstrafe auferlegt. Die Revisionskammer stellte außerdem fest, dass Kieß „an den bei der Besetzung Pfullingens entstandenen Beschädigungen nicht ganz schuldlos“ sei.
Einige französische Kriegsgefangene – darunter jene drei, die Sofie Schlegel nach Reutlingen geschickt hatte – ließen sich nach dem Krieg in Pfullingen nieder und gründeten Familien.

## Aufarbeitung
Sofie Schlegel verfasste im Mai 1945 ein Gedicht in 31 Strophen über die Geschehnisse rund um Pfullingen an diesem Wochenende. Den Aufstand umschreibt sie in Strophe sechs folgendermaßen: 
„Die Frauen schrien vor dem Rathaus
Wir wollen keine verschossene Stadt!
Wir wollen friedlich uns ergeben,
damit man endlich wieder Ruhe hat.“ 
Am 40. Jahrestag des Aufstandes, am 20. April 1985, veröffentlichte der Reutlinger General-Anzeiger einen Bericht über das Ereignis mit dem Titel „Die mutigen Frauen von Pfullingen“, der auch Interviews mit Zeitzeugen und Beteiligten enthielt.
Am 3. Mai 2020, wenige Tage nach dem 75. Jahrestag des Aufstandes, strahlte der SWR ein Dokudrama mit dem Titel „Unbekannte Helden – Widerstand im Südwesten“ aus, in dem exemplarisch fünf Widerstandsbewegungen des Zweiten Weltkriegs erzählt wurden, darunter auch der Pfullinger Frauenaufstand. Die Dreharbeiten für die Spielszenen fanden teilweise an den Originalschauplätzen in Pfullingen statt. Für die fast 200 Statistinnenrollen wurden unter anderem auch „echte“ Pfullingerinnen engagiert, darunter auch Nachfahrinnen der damaligen Widerstandskämpferinnen. Bestandteil des Films waren auch Interviews, unter anderem mit Hans Klenk, einem der letzten lebenden Zeitzeugen des Aufstandes.

Nachdem das Thema durch den SWR-Film innerhalb der Pfullinger Stadtbevölkerung viel Aufmerksamkeit erfahren hatte, beschloss der Gemeinderat im November 2020 die Aufstellung einer Erinnerungsstele auf dem Marktplatz. Die Stele soll von dem Reutlinger Künstler Christoph Dose gestaltet werden. Die Inschrift soll lauten:
„In dankbarer Erinnerung an das mutige Aufbegehren zahlreicher Pfullinger Frauen am 20., 21. und 22. April 1945. Mit dem Abbau von Panzersperren und wütendem Protest vor dem Rathaus widersetzten sie sich dem fanatischen Durchhaltewillen der Pfullinger Volkssturmführung und bewahrten ihre Stadt vor Zerstörung und weiteren Opfern.“

## Kontroverse
Wie oben im Abschnitt Ablauf bereits dargestellt, lassen sich einige Vorgänge heute nicht mehr genau rekonstruieren und die Literatur widerspricht sich stellenweise in Bezug auf die zeitlichen Abläufe.
Welche Rolle Sophie Schlegel für die friedliche Übergabe der Stadt tatsächlich gespielt hat, gilt ebenfalls als umstritten. Während sowohl Mohl als auch Borgstedt Sophie Schlegels Verhandlungsgeschick als zumindest anteilig ausschlaggebend betrachten, sieht der Pfullinger Stadtarchivar Stefan Spiller dafür keine Belege. Die heutige Bekanntheit Schlegels komme vielmehr durch das von ihr verfasste Gedicht. Sie selbst habe sich „sozusagen in die Geschichte geschrieben“. Einer breiteren Öffentlichkeit bekannt wurde diese Debatte insbesondere durch eine Petition, die als Reaktion auf den Beschluss zur Errichtung einer Erinnerungsstele eingereicht wurde. Sie forderte unter anderem, im Text der Stele Luise Walker und Sophie Schlegel ausdrücklich zu erwähnen. Die Initiatorin der Petition, eine aus Pfullingen stammende Mitarbeiterin des Bonner Frauenmuseums, betonte, Geschichte werde anhand von Personen greifbar. Stadtarchivar Spiller widersprach und verwies auf die unklare Quellenlage. Der stellvertretende Bürgermeister Martin Fink ergänzte, einzelne Namen zu nennen, werde allen anderen Frauen und Familien nicht gerecht.
Auch über die Bedeutung der Ereignisse herrscht keine Einigkeit. Laut Stadtarchivar Spiller handelte es sich bei dem Aufstand um „kein singuläres Pfullinger Phänomen“. Anders äußerte sich der Produzent Matthias Drescher, der die Ereignisse für den SWR verfilmte und nach eigener Aussage das Thema jahrelang recherchiert hat, in einem Interview mit der Südwest Presse: In keiner anderen Stadt Deutschlands habe es zum Kriegsende einen ausschließlich von Frauen geführten Aufstand gegen das Nazi-Regime gegeben.